# Transformation de Cole-Hopf
La transformation de Cole-Hopf est un changement de variable destiné à transformer certaines équations aux dérivées partielles paraboliques comportant une non-linéarité en une équation de la chaleur et donc d'utiliser les méthodes d'obtention de solutions développées pour ce problème (voir noyau de la chaleur).
Elle a été développée indépendamment pour la résolution de l'équation de Burgers par Julian Cole et  par Eberhard Hopf.

## La transformation
L'équation de Burgers portant sur la vitesse d'un fluide {\displaystyle u(x,t)} en une dimension d'espace {\displaystyle x} s'écrit :
{\displaystyle {\frac {\partial u}{\partial t}}={\frac {\partial }{\partial x}}\left(\nu {\frac {\partial u}{\partial x}}-{\frac {u^{2}}{2}}\right)}
où {\displaystyle \nu } est la viscosité cinématique.
On introduit la fonction :
{\displaystyle \phi (x,t)=\exp {\left\{-{\frac {1}{2\nu }}\int udx\right\}}\quad \Leftrightarrow \quad u=-{\frac {2\nu }{\phi }}{\frac {\partial \phi }{\partial x}}}
En introduisant cette quantité dans l'équation de Burgers il vient :
{\displaystyle -2\nu {\frac {\partial }{\partial x}}\left({\frac {1}{\phi }}{\frac {\partial \phi }{\partial t}}\right)=-{\frac {\partial }{\partial x}}\left(2\nu ^{2}{\frac {1}{\phi }}{\frac {\partial ^{2}\phi }{\partial x^{2}}}\right)}
On intègre chaque membre en redéfinissant  {\displaystyle \phi \to \phi \exp {\left\{-\int Cdt\right\}}}  où  {\displaystyle C(t)}  est une constante d'intégration et on obtient ainsi l'équation de la chaleur :
{\displaystyle {\frac {\partial \phi }{\partial t}}=\nu {\frac {\partial ^{2}\phi }{\partial x^{2}}}}

## Applications et généralisations
La méthode a été appliquée également à l'équation de Korteweg–de Vries.
La transformation a également été généralisée en utilisant un coefficient variable afin d'étendre son utilisation aux équations non-linéaires paraboliques et hyperboliques exactement linéarisables. Cela concerne les équations modèles de système de réaction-diffusion ou de turbulence tels que celui proposé par Burgers.